# Mikołaj Kościelecki (zm. 1510)
Mikołaj Kościelecki herbu Ogończyk (zm. 1510 r.) – starosta bydgoski w latach 1475–1480 i 1482–1485, starosta inowrocławski, malborski, tucholski i nieszawski przed 1477 r., starosta osiecki od 1504 r., starosta człuchowski od 1489 r., starosta jasieniecki w latach 1475–1508, wojewoda brzeskokujawski od 1501 r.

## Życiorys
Był najstarszym synem Jana, wojewody inowrocławskiego oraz bratem Andrzeja – podskarbiego wielkiego koronnego i Stanisława – wojewody brzeskiego.
Po ojcu odziedziczył znaczne dobra ziemskie na Kujawach. W swoim ręku skupił liczne starostwa pomorskie i kujawskie.
W 1478 r. król przeniósł sumy dłużne należne Kościeleckiemu, a ciążące na Malborku na inne pomorskie zamki i tenuty.
Mikołaj w kolejnych latach swojego życia wykupywał urzędy ziemskie oraz inne dobra: m.in. starostwo osieckie, starostwo człuchowskie oraz dalsze dobra za panowania Jana Olbrachta. Ukoronowaniem jego kariery była nominacja w 1501 r. na wojewodę brzesko-kujawskiego. Był sygnatariuszem unii piotrkowsko-mielnickiej 1501 roku. Podpisał konstytucję Nihil novi na sejmie w Radomiu w 1505 roku. Zmarł w 1510 r.

## Zachowane wzmianki pisane z okresu starostwa bydgoskiego
Znane są następujące ślady w dokumentach pisanych:
- 1477 r. – w Bydgoszczy wystawił obligacje na 200 florenów dla mieszczanina Jakuba Cząstka dając w zastaw wieś Ciechocin w powiecie tucholskim,
- czerwiec 1478 r. – wysłał z Bydgoszczy list do Gdańska z prośbą o sądzenie mieszczanina bydgoskiego w mieście Bydgoszczy za przestępstwo popełnione w Gdańsku.